# Expedition 53
Expedition 53 è stata la 53ª missione di lunga durata verso la Stazione spaziale internazionale.

## Equipaggio
| Ruolo               | Settembre 2017                            | Settembre – Dicembre 2017                  |
| ------------------- | ----------------------------------------- | ------------------------------------------ |
| Comandante          | Randolph Bresnik, NASA Secondo volo       | Randolph Bresnik, NASA Secondo volo        |
| Ingegnere di volo 1 | Sergej Rjazanskij, Roscosmos Secondo volo | Sergej Rjazanskij, Roscosmos Secondo volo  |
| Ingegnere di volo 2 | Paolo Nespoli, ESA Terzo volo             | Paolo Nespoli, ESA Terzo volo              |
| Ingegnere di volo 3 |                                           | Aleksandr Misurkin, Roscosmos Secondo volo |
| Ingegnere di volo 4 |                                           | Mark Vande Hei, NASA Primo volo            |
| Ingegnere di volo 5 |                                           | Joseph Acaba, NASA Terzo volo              |